# جبريل مرسيدس
جبريل مرسيدس هو لاعب تايكوندو دومينيكاني، ولد في 12 نوفمبر 1979 في مونتي بلاتا في جمهورية الدومينيكان.

## وصلات خارجية
- جبريل مرسيدس على موقع TaekwondoData.com (الإنجليزية)
- جبريل مرسيدس على موقع اللجنة الأولمبية الدولية (الإنجليزية)
- جبريل مرسيدس على موقع أوليمبيديا (الإنجليزية)